# Brukshästorganisationernas Samarbetskommitté
Brukshästorganisationernas Samarbetskommitté (Brunte) är en paraplyorganisation som vill tillvarata brukshästanvändarnas intresse.
Medlemsorganisationer är:
- Förbundet Sveriges Småbrukare
- Föreningen Nordsvenska hästen
- Jordbrukare-Ungdomens Förbund
- Skogshästen
- Svenska Ardennerföreningen
- Svenska Fjordhästföreningen
- Kvinnerstaskolan

Kommitténs ordförande är adjungerad i styrelsen för Nationella Stiftelsen för Hästhållningens Främjande.